# David Pegler
David Pegler (ur. 2 listopada 1938) – brytyjski mykolog.
Aż do przejścia na emeryturę w 1998 roku pełnił funkcję kierownika działu mykologii i zastępcy opiekuna zielnika w Królewskich Ogrodach Botanicznych w Kew. W 1960 r. uzyskał tytuł licencjata na Uniwersytecie Londyńskim, a następnie studiował tropikalne pieczarkowce pod kierunkiem R.W.G. Dennisa jako jego promotora. Tytuł magistra uzyskał w 1966 r., a stopień doktora w 1974 r. (oba na Uniwersytecie Londyńskim). Jego praca magisterska dotyczyła pieczarkowców z Afryki Wschodniej, opublikowana później w 1977 r. W 1989 r. Uniwersytet Londyński przyznał mu stopień doktora habilitowanego za badania nad pieczarkowcami.
Pegler opublikował ponad 250 artykułów naukowych i kilka książek, głównie na temat systematyki grzybów. W latach 1987–1993 był starszym redaktorem czasopisma naukowego Mycologist.
W naukowych nazwach utworzonych przez niego taksonów dodawane jest jego jego nazwisko Pegler. Jego nazwiskiem nazwano niektóre gatunki grzybów: Cuphophyllus pegleri Lodge, Deconica pegleriana (Guzmán) Ram.-Cruz & Guzmán, Endogone pegleri Y.J.Yao, Entoloma pegleri Courtec., Favolaschia pegleri Parmasto 1999, Inocybe pegleri Sarwal, Inonotus pegleri Ryvarden, Lactarius pegleri Pacioni & Lalli, Marasmius pegleri Courtec., Melanospora pegleri D.Hawksw. & A.Henrici, Rhodocybe pegleri T.J.Baroni.